# حلق عاليا كالفراشة
حلق عاليا كالفراشة (بالكورية: 날아올라라 나비) هو مسلسل كوري جنوبي قادم، من بطولة كم هيانغ غي، أوه يون آه، وتشوي دانيال من المقرر عرض المسلسل على قناة جاي تي بي سي.
كان من المقرر عرضه في 2022 ، لكن تم تاجيله دون تحديد موعد عرض اخر.

## ملخص
يروي المسلسل قصة مصففي الشعر والمتدربين في صالون تصفيف الشعر المسمى «فلاي أب باترفلاي» ، الذين يحولون العملاء إلى «فراشة». الجميع في الصالون يعملون بجد في ظروف متعبة، ويتعاملون مع جميع أنواع العملاء.

## بطولة
- كيم هيانغ جي بدور جي ببيوم.[5]
- أوه يون آه بدور ميشيل / مي سيل، مديرة «تطير الفراشة».[6]
- تشوي دانيال بدور كوانغ سوو، مصمم شعر.[7]
- شيم اون وو بدور جين.[8]

## الإنتاج

### صناعة
المسلسل من إخراج كيم بو كيونغ الذي عمل على مسلسل تهب الريح لعام 2019 ، و كيم دا يي التي عملت كامخرجة ومنتجة في مسلسلات مثل: لا يمكن المساس بها وجميلة جانغ نام وعالم جميل. ومن كتابة بارك يون سون التي كتبت سلسلة عصر الشباب ومسلسل يوميات المدعي العام. وانتاج شركة جي إن جي برودكشنز بتنسيق مع جي تي بي سي إستوديوز.

### طاقم
في 4 يونيو 2020 ، أعلنت شركة جاي ويد أن تشوي دانيال كان يفكر بشكل إيجابي للانضمام المسلسل التلفزيوني. في 5 أغسطس، أعلنت وكالة أوه يون أه أنها تفكر في الظهور في الدراما.

### التصوير
في 25 يونيو، نشرت أوه يون هي صورًا على حسابها على انستغرام وأعلنت أن هذا هو آخر يوم للتصوير.

## البث الدولي
بث المسلسل قبل إصداره التلفزيوني المحلي في 15 يوليو 2022، في تايوان عبر LTV ، وعلى أمازون برايم في 1 أغسطس 2022 بمناطق محدودة.

## روابط خارجية
- حلقي عالياً يا فراشة على موقع IMDb (الإنجليزية)
- حلقي عالياً يا فراشة على موقع قاعدة بيانات الفيلم (الإنجليزية)
- حلق عاليا كالفراشة على هانسينما